# Savo (Finland)
Savo (Zweeds: Savolax) is een historische regio van Finland. Savo ligt in zuidoostelijk Finland en wordt onderverdeeld in twee administratieve regio's, Noord-Savo (met hoofdstad Kuopio) en Zuid-Savo (met hoofdstad Mikkeli). In totaal wonen er zo'n 410.000 mensen in het gebied.
In het gebied worden Finse dialecten, het Savo, gesproken die wezenlijk verschillen van het westelijk Fins of het Karelisch. Een typisch streekgerecht in Savo is kalakukko, vis dat in brood wordt gebakken.

## Geschiedenis
Savo was een provincie van Zweden en markeerde eeuwenlang de grens tussen Zweden en Rusland, tot de Vrede van Stolbovo in 1617, waarbij de Zweedse oostgrens verder naar het oosten opschoof. Bij de Vrede van Fredrikshamn in 1809 kwam Finland in handen van Rusland en werd Savo onderdeel van het semi-autonome Grootvorstendom Finland. Bij de onafhankelijkheid van Finland in 1917 werd het gebied onderdeel van de nieuwe Finse republiek.
Eind 16e eeuw kwam een grote emigratie vanuit Savo naar Zweden en Noorwegen op gang. De nakomelingen van deze Finse emigranten, de Bosfinnen (skogfinner), zijn nu een nationaal erkende minderheid in Noorwegen. Het bosgebied tussen Zweden en Noorwegen wordt nog steeds Finnskogen ("Fins Bos") genoemd naar deze emigranten uit Savo.